# Teatro Jorge Amado
O Teatro Jorge Amado é um teatro localizado na cidade de Salvador, no bairro da Pituba.  Foi inaugurado em 09 de agosto de 1997 nas instalações do Curso de Inglês UEC. Sua plateia tem capacidade para 418 lugares e está dividida em platéia térrea de balcão. Seu foyer, nomeado em homenagem ao artista plástico Calazans Neto, possui 120m2, é empregado para outras atividades culturais, como exposições de artes plásticas e lançamentos de obras literárias.